# Holcoglossum kimballianum
Holcoglossum kimballianum là một loài thực vật có hoa trong họ Lan. Loài này được (Rchb.f.) Garay mô tả khoa học đầu tiên năm 1972.

## Hình ảnh

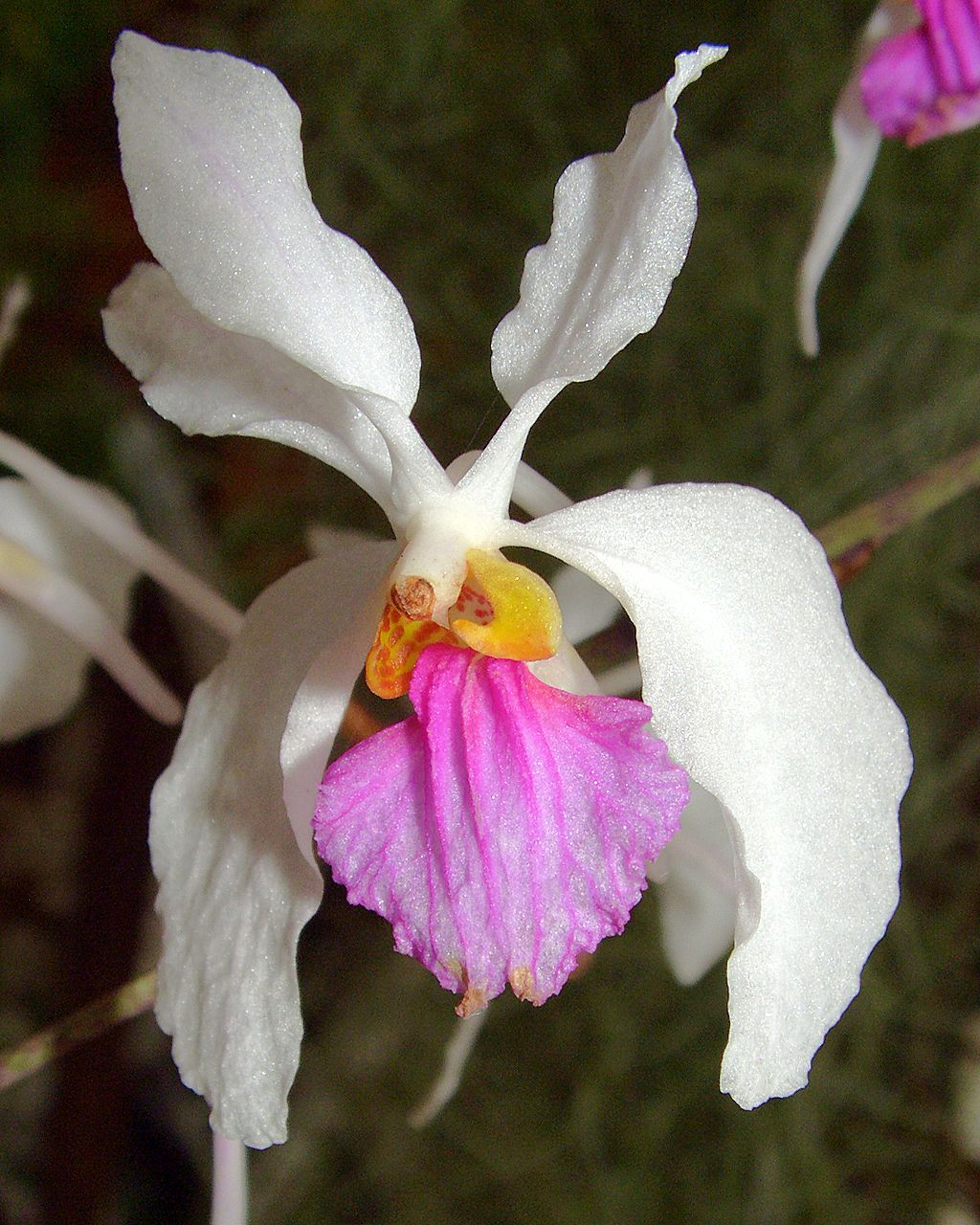
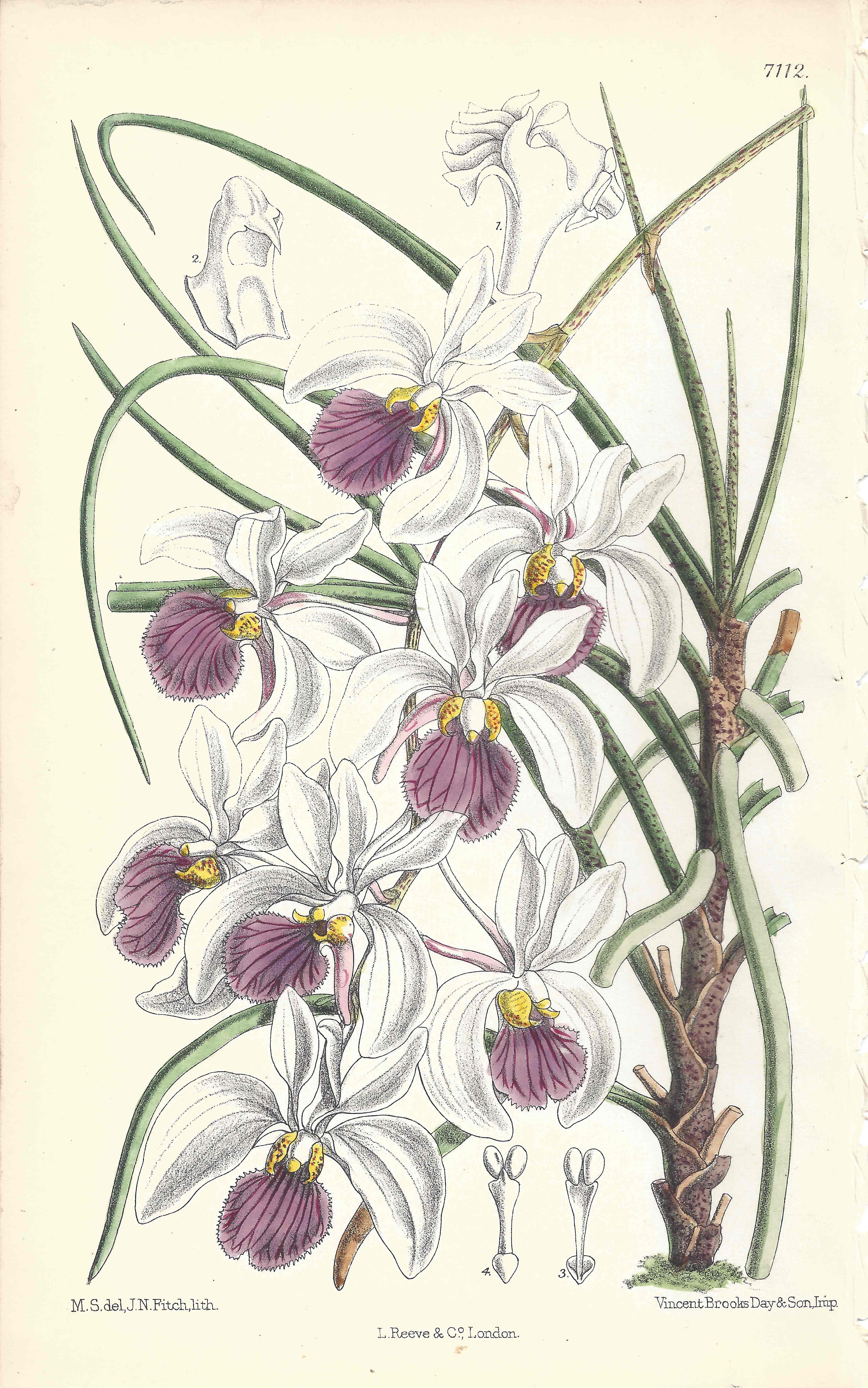
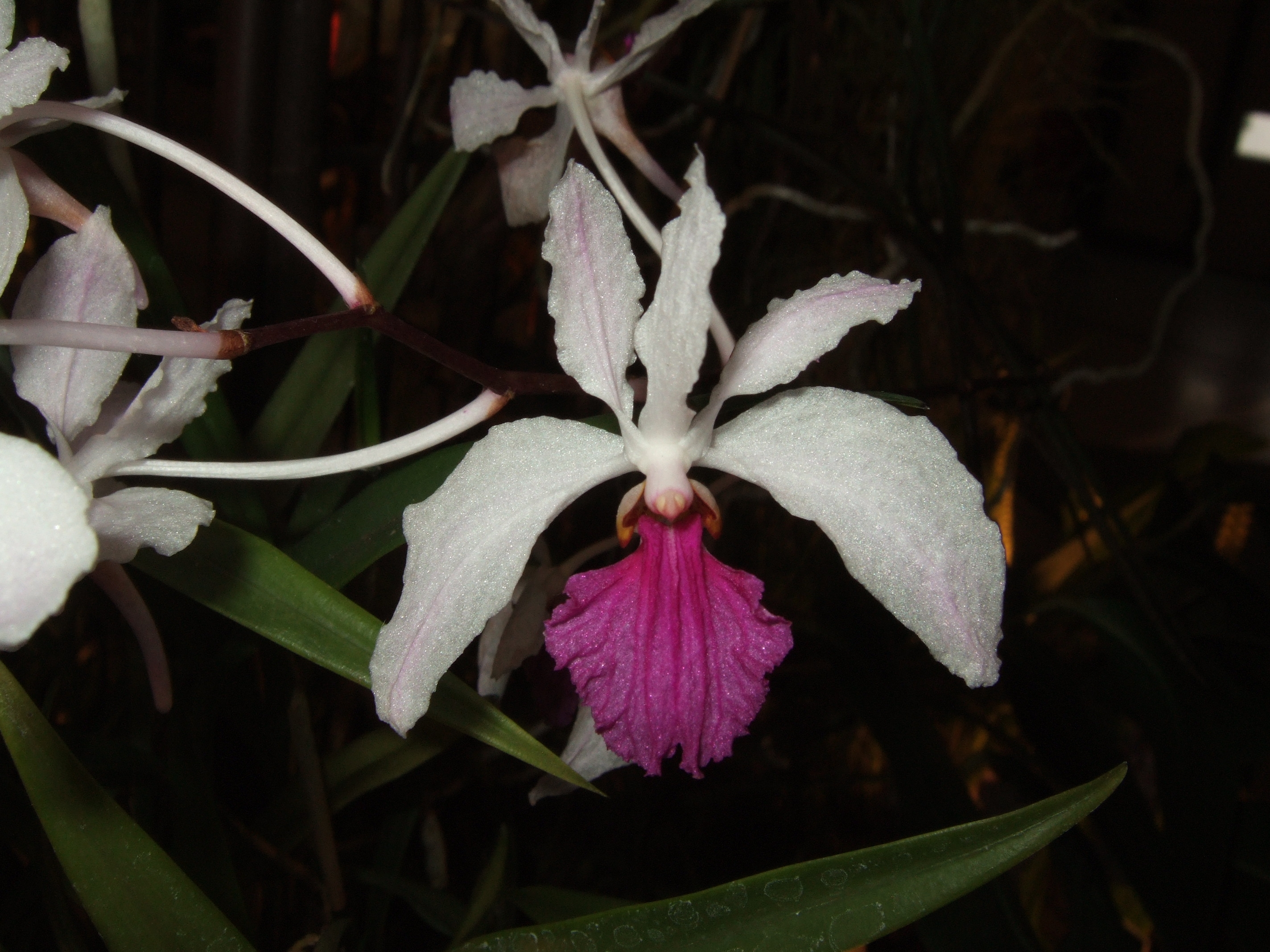